# Südensee
Der Südensee (dänisch: Søndersø) ist ein See bei Sörup im schleswig-holsteinischen Kreis Schleswig-Flensburg. Der kalkreiche, ungeschichtete Tieflandsee liegt etwa 30,5 Meter über Normalnull, ist 63,4 Hektar groß, bis zu 3,6 Meter tief und entwässert ein Gebiet von 14,13 km². Er kann damit als See des Types 11 (kalkreicher, ungeschichteter Tieflandsee mit relativ großem Einzugsgebiet und einer Verweilzeit die größer als 30 Tage ist) entsprechend der Seentypologie von Mathes u. a. (2002) klassifiziert werden.

## Lage
Am nordöstlichen Ende des Sees (zwischen seinen Hauptzuflüssen) liegt der Ort Sörup, südlich des Sees liegt der Ortsteil Südensee. Am südwestlichen Ende entwässert die Südensee Au den See zur Bondenau, dem Quellfluss der Treene. 

## Hintergrund
Der Südersee gehört zusammen mit dem Sankelmarker See, dem Rüder See, dem Treßsee, dem Winderatter See und dem Havetofter See zu der sogenannten nordangeliter Seengruppe. Diese Seen sind infolge einer glazialen Abflussrinne nach der letzten Eiszeit entstanden.
Am Südufer des Sees liegt seit Jahrhunderten das Gut Südenseehof. Die einzige Badestelle befindet sich am Nordostufer in der Ortschaft Sörup, wo sich auch ein Spielplatz und ein Wohnmobilplatz befindet.